# Xavier Delore
Xavier Delore (né le 7 août 1828 à Fleurie et mort le 20 février 1916 à Romanèche-Thorins) est un chirurgien et obstétricien français. Il fit ses études à l’institution des Minimes avant de rentrer à l’école de médecine de Lyon. Il finit ses études à paris de 1853 à 1855, et passe sa thèse de doctorat dans laquelle il étudie le pus.

## Biographie
Il est à Lyon chirurgien-major de l'Hôpital de la Charité (1859–1872) et professeur suppléant d'obstétrique clinique à la Faculté de médecine et pharmacie de Lyon (1877–1886). Son nom est associé à la méthode Delore, définie comme une procédure médicale utilisant la force pour le traitement du genu valgum.
Il est élu à l'Académie des sciences, belles-lettres et arts de Lyon le 2 décembre 1884.

## Ouvrages
Avec le chirurgien Antonin Poncet, il est le co-auteur de du « Traité de la cystostomie sus-pubienne chez les prostatiques. Création d'un urèthre hypogastrique » (1899). Il est également l'auteur de plusieurs autres ouvrages scientifiques notables en médecine mais aussi en hygiène urbaine, comme :
- Influence de la physiologie moderne sur la médecine pratique, 1864
- Du traitement des ankyloses; examen critique des diverses méthodes, 1864
- De l'Hygiène des maternités, discours d'installation prononcé, 1866
- La vérité sur les tours, 1879
- L'Ambulance chirurgicale de la Charité, 1872
- De la ventilation des hôpitaux, 1868[5]
- De la Fonction du nouvel urètre (urètre hypogastrique) chez les prostatiques anciennement cystostomisés, 1897
- Traité pratique de l'Art des Accouchements, 1883.
- l'Air des Villes, 1885
- Redressement forcé des bossus, 1897
- Assainissement de Lyon par l'Installation de Chute d'Eau et de Fosse à la Campagne, 1901